# 세르비아 소함대

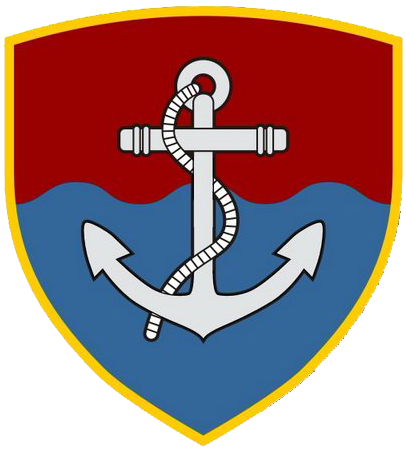
소함대 문장

세르비아 소함대(Речна Флотила, Rečna Flotila, 레츠나 플로틸라)는 세르비아 육군에 소속되어 있는 해상 소함대이다. 이 부대의 기념일은 8월 6일이다.

## 같이 보기
- 세르비아의 군사
- 유고슬라비아 왕국 해군
- 구유고 연방 해군